# Sameblod
Sameblod (Engels: Sami Blood) is een Zweeds-Noors-Deense film uit 2016, geschreven en geregisseerd door Amanda Kernell.

## Verhaal
De veertienjarige Elle Marja is een rendierhoudster van Zuid-Samische oorsprong in de jaren 1930. Als Sami wordt ze blootgesteld aan rassendiscriminatie op de kostschool. Elle Marja droomt van een ander leven maar dat is enkel mogelijk als ze breekt met haar familie en cultuur en een andere identiteit aanneemt.

## Rolverdeling
| Acteur               | Personage         |
| -------------------- | ----------------- |
| Lene Cecilia Sparrok | Elle-Marja (jong) |
| Mia Erika Sparrok    | Njenna            |
| Maj Doris Rimpi      | Elle-Marja (oud)  |
| Olle Sarri           | Olle              |
| Hanna Alström        | Lerares           |
| Anders Berg          | Emanuel           |
| Katarina Blind       | Anna              |

## Prijzen en nominaties
De belangrijkste:
| Jaar | Prijs                     | Categorie                           | Genomineerde(n)      | Uitslag  |
| ---- | ------------------------- | ----------------------------------- | -------------------- | -------- |
| 2018 | Guldbagge                 | Beste scenario                      | Amanda Kernell       | Gewonnen |
| 2018 | Guldbagge                 | Beste actrice                       | Lene Cecilia Sparrok | Gewonnen |
| 2018 | Guldbagge                 | Beste montage                       | Anders Skov          | Gewonnen |
| 2017 | Filmfestival van Göteborg | Dragon Award (beste Noordse film)   | Amanda Kernell       | Gewonnen |
| 2016 | Filmfestival van Venetië  | Fedeora-prijs voor beste debuutfilm | Amanda Kernell       | Gewonnen |

## Productie
De film is gebaseerd op een korte film van Amanda Kernell die op het Sundance Film Festival 2015 vertoond werd. Er werd gefilmd in Tärnaby-Hemavan, in het noorden van Zweden en gedeeltelijk ook in Uppsala en Stockholm.
Sameblod ging in september 2016 in première op het filmfestival van Venetië. De film kreeg positieve kritieken en behaalde meer dan 20 filmprijzen. De film kreeg zeven nominaties voor de Zweedse Guldbagge-filmprijzen 2018 waarvan er drie gewonnen werden (beste script, actrice en montage) en de publieksprijs.